# Tovomita coriacea
Tovomita coriacea är en tvåhjärtbladig växtart som beskrevs av B. Maguire. Tovomita coriacea ingår i släktet Tovomita och familjen Clusiaceae. Inga underarter finns listade i Catalogue of Life.